# 帝国行政圈之外的神圣罗马帝国领土

1560年的帝国行政圈地图。图上白色区域即为未包含于帝国行政圈内的领土

帝国行政圈之外的神圣罗马帝国领土是指在1500年奥格斯堡议会帝国改革建立帝國行政圈（拉丁語： Circuli imperii）时，未被囊括在行政圈体系中的诸多帝国领土。
1512年的特里尔议会上，选帝侯领地和哈布斯堡世袭领地（波希米亚王国除外）被纳入新建立的勃艮第、奥地利、上萨克森和莱茵选侯行政圈中，并在1521年的沃尔姆斯议会上得到确认。
1512年以后，未包含于帝国行政圈的剩余领土包括波希米亚王冠领地、旧瑞士联邦和意大利领土（萨沃伊、皮埃蒙特、尼斯和奥斯塔除外，它们是上莱茵行政圈的一部分）。除此之外，还有相当多的小领土依然保留了帝国直辖权，例如个别帝国村镇（Reichsdörfer）和帝国骑士持有的土地 (Reichsritter）。

## 未包含领土列表

1618年的波希米亞王冠領地

### 波希米亚王冠领地

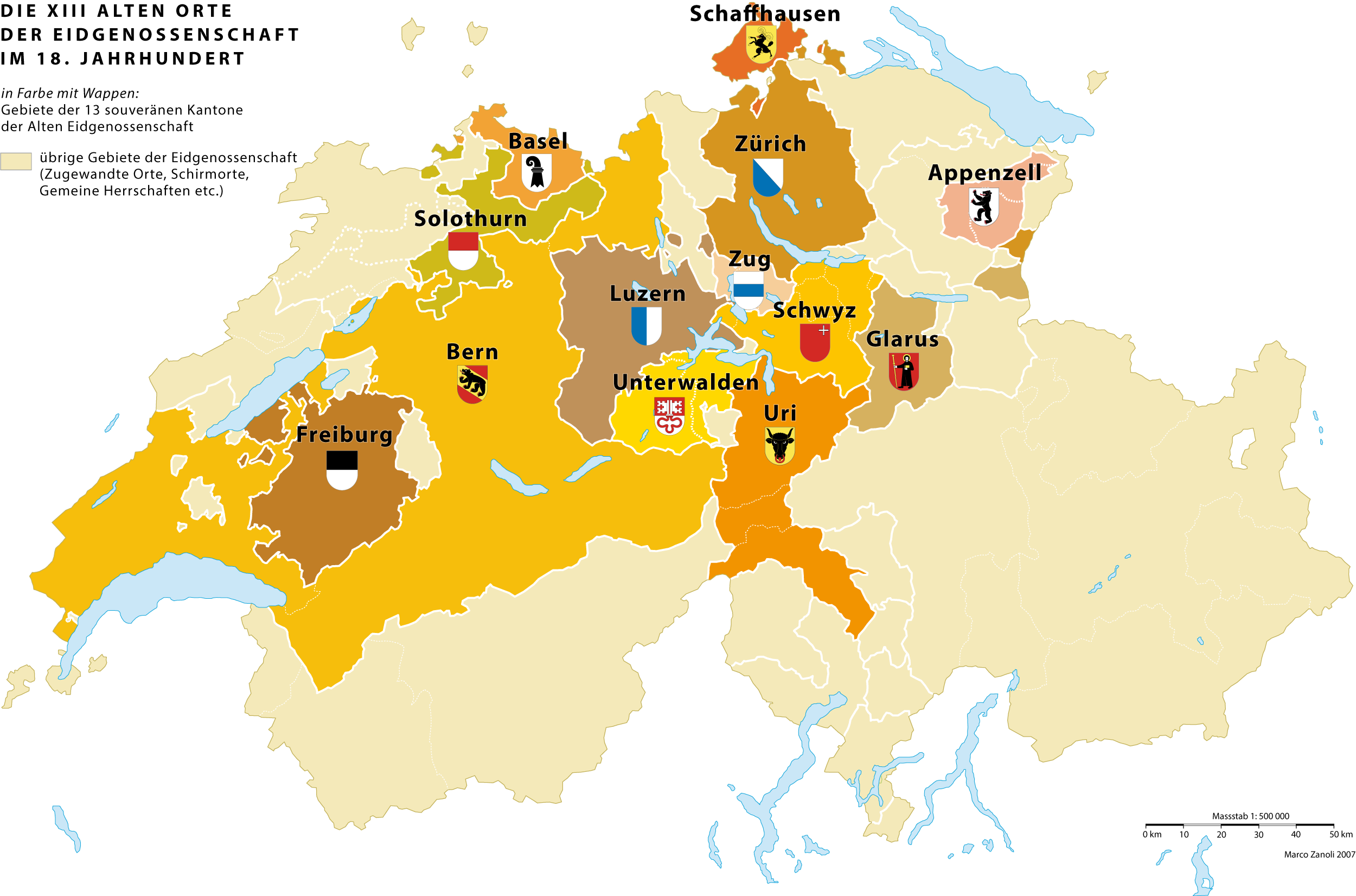
瑞士舊十三州的覆蓋區域

- 波希米亚王国（王国法理领土）
- 波希米亚的 摩拉维亚藩侯国
- 皮雅斯特王朝的西里西亚诸公国（大部分是1742年通过征服普鲁士获得的）
  - 位于下西里西亚：
    -  西里西亚-弗罗茨瓦夫公国，自1335 年以来由波希米亚国王持有
    -  尼斯公国，由弗罗茨瓦夫采邑主教持有
    -  莱格尼察公国
    -  亚沃尔公国，自1392年以来由波希米亚国王持有
    -  布热格公国
    -  格沃古夫公国
    -  萨根公国，至1549年前一直由韦廷家族持有
    -  奥莱希尼察公国
    -  别鲁图夫公国
    -  津比采公国

  - 位于上西里西亚:
    -  奥波莱公国
    -  拉齐布日公国
    -  泰申公国
    - 1269年在摩拉维亚领土上建立的 特罗保公国
    -  克尔诺夫公国，于1377年从特罗保公国分割出来

  - 包括国家
    -  普什奇纳
    -  瑟楚夫
    -  日米格鲁德
    -  米利奇
    -  奥得河畔比托姆
    -  比托姆
- 上卢萨蒂亚（包岑）和下卢萨蒂亚（吕本）的藩侯国，于1635 年割让给萨克森，包括
  -  穆斯考
  -  扎维杜夫
  -  霍耶斯韦达
  -  柯尼希斯布吕克，1562 年
- 1742年被普鲁士征服的 克沃兹科伯国

### 旧瑞士邦联
直到1648年在威斯特伐利亚和约中获得正式独立前，旧瑞士邦联一直是神圣罗马帝国的一部分。
- 舊瑞士十三州
  -  苏黎世市，自1351年以来
  -  伯恩市和伯恩共和国，自1353年以来；自 1323 年起成为联系国
  -  卢塞恩市，自1332 年以来
  -  乌里，创始州（ 1291年邦联宪章）
  -  施维茨州，创始州
  -  下瓦尔登州（ 上瓦尔登州和 下瓦尔登州），创始州
  -  楚格, 自1352年起
  -  格拉鲁斯，自1352年以来
  -  弗里堡市，自1481年以来；自1454年起成为联系国
  -  索洛图恩市，自1481年以来；自1353年起成为联系国
  -  巴塞尔市，自1501年以来
  -  沙夫豪森市，自1501年以来；自1454年起成为联系国
  -  阿彭策尔，从1513年开始；自1411年以来成为联系国
- 联系国
  -  比尔市，自1353年以来
  -  纳沙泰尔伯国，自1406年以来
  -  瓦莱共和国，自1416/17年起
  -  圣加尔修道院，始建于于1451年
  -  圣加仑市，自1454年以来
  - 自1497/99年以来的 三同盟自由国家
  -  米卢斯市，建于 1515 年
  -  日内瓦市，从1519年开始
  -  巴塞尔采邑主教区，从1579年开始

### 義大利

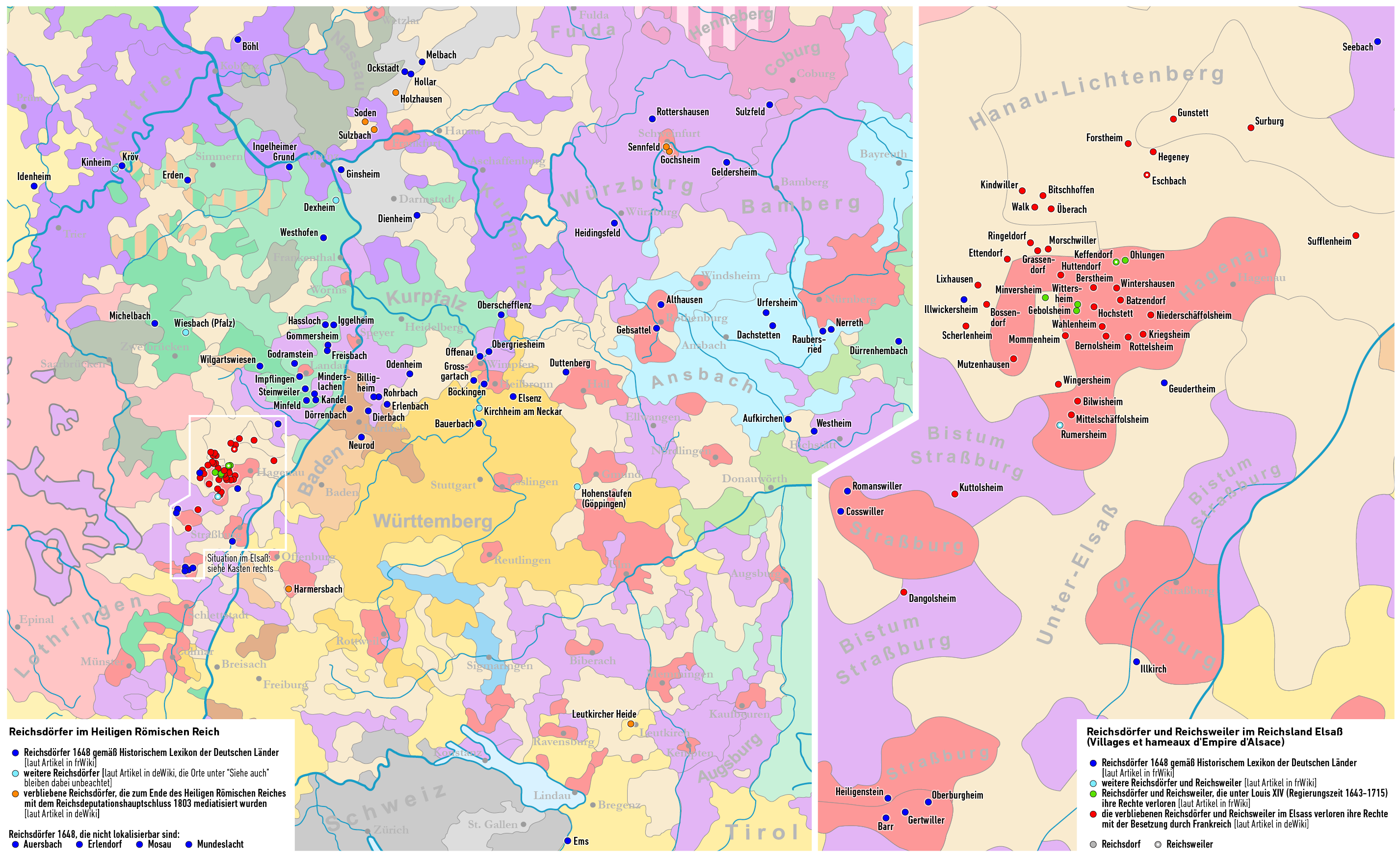
1618年的帝國村鎮（主要存在於西南地區）

- 曼托瓦公国，由贡扎加家族持有，直到1708年移交给哈布斯堡王朝
- 米兰公国，由斯福尔扎家族持有至1535年，然后由哈布斯堡家族持有
- 摩德纳和雷焦公国，由埃斯特家族持有
- 蒙费拉托边区，由1306年由巴列奥略王朝持有，1533年由贡扎加家族持有
- 帕尔马公国，从1545年起由法尔内塞家族持有，1731年后主要由波旁家族持有
- 佛罗伦萨共和国，从1532年起为 佛罗伦萨公国，从1569年起为 托斯卡纳大公国，由美第奇家族持有至1737年，然后由洛林家族持有
- 热那亚共和国
- 卢卡共和国
- 锡耶纳共和国，1555年被佛罗伦萨吞并
- 其他小封地，包括 萨卢佐侯国、 瓜斯塔拉公国、 米兰多拉公国、 马萨和卡拉拉公国、 萨比奥内塔公国等。

### 其他领土
- 帝国骑士的领地
- 帝国村镇[1] [2]
- 小领地，例如：
  -  蒙贝利亚尔伯国
  -  施马尔卡尔登领地
  -  耶弗尔领地
  -  迪特马尔申农民共和国（1559年并入 荷尔斯泰因）

## 延伸閱讀
- Gerhard Köbler: Historisches Lexikon der deutschen Länder. Die deutschen Territorien vom Mittelalter bis zur Gegenwart. 7., vollständig überarbeitete Auflage. C.H. Beck, München 2007, ISBN 978-3-406-54986-1.
- Winfried Dotzauer, [《帝国行政圈之外的神圣罗马帝国领土》在Google Books的內容。 Die deutschen Reichskreise (1383–1806)], Stuttgart: Franz Steiner Verlag, ISBN 3-515-07146-6 （德文）
- Martin Zeiller, Von den zehn Kreisen （德文）
- Quellen zum Verfassungsorganismus des Heiligen Römischen Reiches Deutscher Nation 1495-1815. 1., Wissenschaftliche Buchgesellschaft Darmstadt （德文）
- Johann Samuel Tromsdorff, [《帝国行政圈之外的神圣罗马帝国领土》在Google Books的內容。 Accurate neue und alte Geographie von ganz Teutschland], Frankfurt （德文）
- Regionen in der frühen Neuzeit. Reichskreise im deutschen Raum, Provinzen in Frankreich, Regionen unter polnischer Oberhoheit. Ein Vergleich ihrer Strukturen, Funktionen und ihrer Bedeutung, Zeitschrift für historische Forschung. Berlin: Duncker und Humblot, Beiheft 17, ISBN 3-428-08078-5 （德文）
- Reichskreis und Territorium. Die Herrschaft über die Herrschaft? Supraterritoriale Tendenzen in Politik, Kultur, Wirtschaft und Gesellschaft. Ein Vergleich süddeutscher Reichskreise, Veröffentlichungen der Schwäbischen Forschungsgemeinschaft bei der Kommission für Bayerische Landesgeschichte: Reihe 7, Augsburger Beiträge zur Landesgeschichte Bayerisch-Schwabens. Stuttgart: Thorbecke, 7, ISBN 3-7995-7508-1 （德文）
- Adolf Diehl: Die Freien auf Leutkircher Heide (= Sonderabdruck aus,) Zeitschr(ift) f(ür) württ(embergische) Landesgeschichte 1940, 357-431 S. Besprochen von Karl Otto Müller. ZRG GA 62 (1942), 458
- Hans Constantin Faußner, [online Die Verfügungsgewalt des deutschen Königs über weltliches Reichsgut im Hochmittelalter], Deutsches Archiv für Erforschung des Mittelalters, 29: pp. 345–449 （德文）
- Dietmar Flach, Reichsgut 751–1024, Bonn （德文）
- Dieter Hägermann, Reichsgut, Lexikon des Mittelalters, 7: col.  620-622 （德文）
- Hartmut Hoffmann, [online Die Unveräußerlichkeit der Kronrechte im Mittelalter], Deutsches Archiv für Erforschung des Mittelalters, 20: pp. 389–474 （德文）
- Ernst Schubert, König und Reich. Studien zur spätmittelalterlichen deutschen Verfassungsgeschichte, Göttingen （德文）